# Peperomia vareschii
Peperomia vareschii är en pepparväxtart som beskrevs av Truman George Yuncker. Peperomia vareschii ingår i släktet peperomior, och familjen pepparväxter. Inga underarter finns listade i Catalogue of Life.